# Linia kolejowa nr 961
Linia kolejowa 961 – drugorzędna, jednotorowa, zelektryfikowana linia kolejowa, łącząca rejon GP14 stacji technicznej Gdynia Postojowa i rejon GPC stacji Gdynia Port.